# Папуга-червонокрил
Папуга-червонокрил (Aprosmictus) — рід птахів родини папугових. Представники цього роду тісно пов'язані з алістерами і раніше входили до роду Alisterus. Папуги-червонокрили мешкають в північній Австралії, на півдні Нової Гвінеї та на Малих Зондських островах . Це невеликого розміру папуги, переважно зелено-червоного забарвлення. Хвіст широкий, прямокутної форми і приблизно на третину коротший, ніж крила. Папуги-червонокрили демонструють статевий диморфізм. Вони мешкають в кронах дерев, іноді злітаючи на землю для поїданя зерен або втамування спраги.

## Види
Виділяють дві види папуг-червонокрилів:
- Папуга-червонокрил австралійський (Aprosmictus erythropterus)
- Папуга-червонокрил тиморський (Aprosmictus jonquillaceus)